# جوسارا تشافيس
جوسارا تشافيس (بالإنجليزية: Jussara Chaves )‏ (من مواليد 9 كانون الأول / ديسمبر 1959) وهي لاعبة شطرنج برازيلية حصلت على لقب «أستاذ دولي في (الشطرنج)» عام 1982. كما حصلت على بطل الشطرنج البرازيلي للمرأة للأعوام التالية: (1976، 1981، 1982، 1989).

## حياتها
من منتصف السبعينات حتى نهاية التسعينات، كانت جوسارا تشافيس أحد أبرز لاعبي الشطرنج البرازيليين. شاركت في العديد من بطولات الشطرنج البرازيلية للسيدات حيث فازت بأربع ذهبيات (1976 و 1981 و 1982 و 1989) وخمس ميداليات فضية (1978، 1980، 1987، 1995، 1998).
لعب جوسارا تشافيس في البرازيل في أولمبياد الشطرنج للسيدات:
- في 1980، حصلت على المركز الثاني في أولمبياد الشطرنج 9 (نساء) في فاليتا (+4، =4، -4)،
- في 1982، حصلت على المركز الأول في أولمبياد الشطرنج 10 (نساء) في لوسرن (+5، =5، -2)،
- في 1984، حصلت على المركز الثالث في أولمبياد الشطرنج 26 (نساء) في سلانيك (+9، =0، -1).
- في 1986، حصلت على المركز الثالث في أولمبياد الشطرنج 27 (نساء) في دبي (+6، =3، -3)،
- في 1988، حصلت على المركز الأول في أولمبياد الشطرنج 28 (نساء) في سلانيك (+7، =1، -4)،
- في 1990، حصلت على المركز الأول في أولمبياد الشطرنج 29 (نساء) في نوفي ساد (+3، =4، -4)،
- في 1992، حصلت على المركز الأول فيأولمبياد الشطرنج 30 (نساء) في مانيلا (+6، =2، -4)،
- في 1994، حصلت على المركز الثالث فيأولمبياد الشطرنج 31 (نساء) في موسكو (+4، =4، -4).

## وصلات خارجية
- جوسارا تشافيس على موقع الاتحاد الدولي للشطرنج (الإنجليزية)
- جوسارا تشافيس على موقع مباريات الشطرنج (الإنجليزية)
- جوسارا تشافيس على موقع 365Chess.com (الإنجليزية)
- جوسارا تشافيس على موقع Chesstempo.com (الإنجليزية)
- جوسارا تشافيس سجل أولمبياد الشطرنج للسيدات على موقع OlimpBase.org (الإنجليزية)
- Jussara Chaves chess games at 365Chess.com